# Villa Menale
Die Villa Menale ist ein Landhaus aus dem 18. Jahrhundert in San Giorgio a Cremano in der italienischen Region Kampanien. Es liegt im Gebiet der Miglio d’oro, in der Via Enrico Pessina, 57.

## Geschichte und Beschreibung
Die Villa wurde zwar im 18. Jahrhundert errichtet, aber von ihrer ursprünglichen Architektur ist heute nichts mehr erhalten. In der zweiten Hälfte des 19. Jahrhunderts wurde sie mehrmals restauriert und umgebaut.
Nichts ist auch mehr vom Barockgarten erhalten, der sich ehedem auf der Rückseite des Hauses erstreckte.
Verloren ging auch die wertvolle Exedra, die ursprünglich laut Zeugnis von Pane im Repräsentationshof lag.